# 高淮 (明朝宦官)
高淮（？年—？年），明朝宦官。

## 生平
早年是市井無赖，有妻有子，後入宮包揽崇文门税课，萬曆年間，官尚膳監監丞。萬曆二十四年（1596年），廣徵天下礦稅，矿监税使最为骄横的要数陈增、陈奉、高淮等数人。万历二十七年（1599年）四月，高淮徵稅遼東，其黨廖國泰虐民，二十八年（1600年），激起民變，高淮遂誣逮諸生數十人，山东巡按杨宏科上疏申救，请求释放诸生。二十九年（1601）八月，又誣劾遼東總兵馬林，致前屯衛（今遼寧開原東北）、金州（今遼寧錦州）、松山等地戍軍嘩噪。他奔逃回京，諉過給同知王邦才、參將李獲陽，不久李獲陽死獄中。後由薊遼總督蹇達上疏揭發，万历三十六年（1608年）被召回京師。

## 延伸阅读
[在维基数据编辑]
 《明史卷三百〇五》，出自《明史》